# Hydroptila vazquezae
Hydroptila vazquezae är en nattsländeart som beskrevs av Bueno-soria 1984. Hydroptila vazquezae ingår i släktet Hydroptila och familjen smånattsländor. Inga underarter finns listade i Catalogue of Life.